# Šarbanovac (Bor)
Šarbanovac (Kyrillisch: Шарбановац) ist ein Dorf in der Opština Bor und im Okrug Bor im Osten Serbiens.
Es befindet sich elf Kilometer südlich von Bor in der Nähe des Flusses Crni Timok.

## Einwohner
Die Volkszählung 2002 (Eigennennung) ergab, dass 1.836 Menschen im Dorf leben. Die Mehrheit von 51 % bildeten die Walachen. Die Serben bilden mit 41 % die zweitgrößte Volksgruppe, gefolgt von Rumänen, slawischen Mazedoniern, Kroaten und Jugoslawen. Die Mehrheit der Einwohner gehört der Serbisch-orthodoxen Kirche an.
Weitere Volkszählungen:
- 1948: 2.793
- 1953: 2.783
- 1961: 2.758
- 1971: 2.684
- 1981: 2.437
- 1991: 2.161